# L-treonina 3-deidrogenasi
La L-treonina 3-deidrogenasi è un enzima appartenente alla classe delle ossidoreduttasi, che catalizza la seguente reazione:
L-treonina + NAD+ ⇄ L-2-amino-3-ossobutanoato + NADH + H+
Il prodotto decarbossila spontaneamente ad amminoacetone.